# 397
397（三百九十七、三九七、さんびゃくきゅうじゅうなな）は自然数、また整数において、396の次で398の前の数である。

## 性質
- 397は78番目の素数である。1つ前は389、次は401。
  - 約数の和は398。
  - 300番目の不足数である。1つ前は395、次は398。
- 31番目の左切り捨て可能素数である。1つ前は383、次は443。
- 39…97 の形の最小の素数である。次は399999999999997。ただし挟まれた数は無くてもいいとすると最小は37。(オンライン整数列大辞典の数列 A101849)
- 末尾の2桁が97の3番目の素数である。1つ前は197、次は797。(オンライン整数列大辞典の数列 A244778)
- 397の3つの数字を入れ換えて4つの素数を作ることができる（379, 397, 739, 937）。しかし793は 13 × 61 、973は 7 × 139 となる合成数である。
- 各位の和が19になる6番目の数である。1つ前は388、次は469。
  - 各位の和が19になる数で素数になる3番目の数である。1つ前は379、次は487。(オンライン整数列大辞典の数列 A106759)
- 397 = 123 − 113
  - n = 12 のときの n3 − (n − 1)3 の値とみたとき1つ前は331、次は469。(オンライン整数列大辞典の数列 A003215)
  - 連続する立方数の差で表せる8番目の素数である。1つ前は331、次は547。
  - 397 = 122 + 12 × 11 + 112
    - 1辺12の立方体を1辺1の立方体1728個を使って作ったとき、同時に見ることができる1辺1の立方体は最大397個である。

  - 12番目の中心つき六角数である。
- 397 = 62 + 192
  - 異なる2つの平方数の和で表せる119番目の数である。1つ前は394、次は400。(オンライン整数列大辞典の数列 A004431)
- 397 = 32 + 82 + 182
  - 3つの平方数の和1通りで表せる95番目の数である。1つ前は388、次は403。(オンライン整数列大辞典の数列 A025321)
  - 異なる3つの平方数の和1通りで表せる103番目の数である。1つ前は387、次は403。(オンライン整数列大辞典の数列 A025339)
- 397 = 33 + 33 + 73
  - 3つの正の数の立方数の和1通りで表せる52番目の数である。1つ前は378、次は405。(オンライン整数列大辞典の数列 A025395)
  - 3つの正の数の立方数の和で表せる15番目の素数である。1つ前は359、次は433。(オンライン整数列大辞典の数列 A007490)
- 397 = 99 × 4 + 1
  - n = 4 のときの 99n + 1 の値とみたとき1つ前は298、次は496。(オンライン整数列大辞典の数列 A172178)

## その他 397 に関連すること
- きらら397は米の品種。
- ベンハム (USS Benham, DD-397) は、アメリカ海軍の駆逐艦。
- ウィルホイット(USS Wilhoite, DE-397)は、アメリカ海軍の護衛駆逐艦。
- スキャバードフィッシュ (USS Scabbardfish, SS-397) は、アメリカ海軍の潜水艦。